# Kucice
Kucice – wieś sołecka w Polsce położona w województwie mazowieckim, w powiecie płońskim, w gminie Dzierzążnia.
Miejscowość jest siedzibą rzymskokatolickiej parafii św. Michała Archanioła.
W latach 1954–1972 wieś należała i była siedzibą władz gromady Kucice. W latach 1975–1998 miejscowość administracyjnie należała do województwa ciechanowskiego.